# Kölcsény
Kölcsény (ukránul: Кольчино [Kolcsino]) szeliscse Ukrajnában, a Kárpátalján, a Munkácsi járásban.

## Fekvése
Munkácstól 5 km-re északkeletre fekvő település. Keresztülfolyik rajta a Viznice, melybe a település határában ömlik bele az Obava.

## Története
Kölcsény Árpád-kori település, nevét az oklevelek 1263-ban említették először Kulchun néven.
1271-ben Kwlke, 1296-ban Kulchun, Kulchen neveken írták nevét.
1263-ban Kölcsényt [Forrai] Aladár mester nyerte adományba. 1270-ben István ifjú király a szolyvaszentmiklósi uradalmat, melynek határa Kölcsény mellett kezdődött Rosd nemzetséghez tartozó Kis (Parvus) Mihálynak adta. 1296-ban Aladár fia Cheta és Mihály jogutódja, Kuke (diktus) Jakab pereskedett e földért. Az országbíró Cheta javára ítélte.
A trianoni békeszerződés előtt Bereg vármegye Latorczai járásához tartozott.
Lakossága ma 95%-ban ruszin és ukrán, 5%-ban szlovák.